# Сен-Назер (округ)
Округ Сен-Назер (фр. Arrondissement de Saint-Nazaire) — округ у Франції, в департаменті Атлантична Луара. 2023 року округ об'єднував 55 муніципалітетів, населення становило 341 649 осіб.
Адміністративний центр (супрефектура) — Сен-Назер.

## Муніципалітети
Список муніципалітетів округу та їхні коди INSEE:
1. Ассерак (44006)
2. Ба-сюр-Мер (44010)
3. Бене (44013)
4. Буе (44019)
5. Вільнев-ан-Ре (44021)
6. Генруе (44068)
7. Геранд (44069)
8. Донж (44052)
9. Дреффеак (44053)
10. Ербіньяк (44072)
11. Камбон (44025)
12. Кії (44139)
13. Корсет (44046)
14. Кроссак (44050)
15. Ла-Бернері-ан-Ре (44012)
16. Ла-Боль-Ескублак (44055)
17. Ла-Плен-сюр-Мер (44126)
18. Ла-Тюрбаль (44211)
19. Ла-Шапель-Лоне (44033)
20. Ла-Шапель-де-Маре (44030)
21. Лаво-сюр-Луар (44080)
22. Ле-Круазік (44049)
23. Ле-Мутьє-ан-Ре (44106)
24. Ле-Пуліган (44135)
25. Мальвіль (44089)
26. Меске (44097)
27. Міссіяк (44098)
28. Монтуар-де-Бретань (44103)
29. Пембеф (44116)
30. Піріак-сюр-Мер (44125)
31. Поншато (44129)
32. Порнік (44131)
33. Порніше (44132)
34. Пренкйо (44137)
35. Префай (44136)
36. Савене (44195)
37. Северак (44196)
38. Сен-Бревен-ле-Пен (44154)
39. Сен-Вйо (44192)
40. Сен-Жильда-де-Буа (44161)
41. Сен-Жоашим (44168)
42. Сен-Ілер-де-Шалеон (44164)
43. Сен-Ліфар (44175)
44. Сен-Мало-де-Герсак (44176)
45. Сен-Мішель-Шеф-Шеф (44182)
46. Сен-Моль (44183)
47. Сен-Назер (44184)
48. Сен-Пер-ан-Ре (44187)
49. Сент-Андре-дез-О (44151)
50. Сент-Анн-сюр-Бриве (44152)
51. Сент-Рен-де-Бретань (44189)
52. Триньяк (44210)
53. Фроссе (44061)
54. Шове (44038)
55. Шом-ан-Ре (44005)